# Concerto per pianoforte e orchestra (Cage)
Il Concerto per pianoforte e orchestra è una composizione di musica sperimentale scritta dal compositore statunitense John Cage fra il 1957 e il 1958, in cui l'autore mette in campo la maggior parte degli espedienti compositivi da lui utilizzati nel corso degli anni precedenti: la tecnica compositiva si basa sull'uso dell'I-Ching, da lui inventata a partire dal 1951.

## Caratteristiche
Il Concerto consta di 13 parti indipendenti affidate all'orchestra, più una parte per il pianoforte solista. Le parti indipendenti non sono assegnate a degli strumenti musicali specifici; ciascuna parte può avere un numero di fogli (non numerati né cronologicamente seguenti) compreso fra i 12 e i 16. Le parti sono completamente indipendenti fra di loro e con il solista: per l'esecuzione ci si affida alle direttive del maestro.
Ogni foglio contiene 5 righi sui quali le indicazioni musicali sono scritte con diversi sistemi di notazione grafica o classica: tali indicazioni non vanno eseguite pedissequamente (anche perché, vista la natura della parte, questo sarebbe impossibile) ma devono essere liberamente interpretate dall'esecutore. "Dalla dimensione delle note è possibile dedurre intensità e durata, ma i suoni non devono restare immobili e allora l'interprete trova accanto alle singole note dei segni simili agli antichi neumi in campo aperto", capaci di suggerirgli dei percorsi per le altezze" Non ci sono dunque indicazioni di tempo né di tonalità.
Per poter dunque eseguire il concerto "si concorda con il direttore una durata globale entro la quale deve svolgersi l'azione di ciascun musicista". Il direttore, dal suo canto, è colui che stabilisce il tempo musicale, ma anche cronometrico, dell'esecuzione. A lui è lasciato grande spazio, tanto che, per la prima esecuzione, il direttore non fu un musicista ma un ballerino, il quale, muovendo le braccia sopra la testa, a seconda della sua ispirazione, dettava acceleramenti o ritardi nell'esecuzione.
La parte del solista è invece composta da 63 fogli sui quali la musica è scritta con 84 sistemi di notazione diversi. "Durante l'esecuzione il pianista può suonare ad una velocità qualsiasi, un qualsiasi numero di fogli, secondo un ordine altrettanto indeterminato, totalmente o parzialmente 'a piacere'".

## Prima esecuzione
La prima esecuzione avvenne il 15 maggio 1958 presso la Town Hall di New York. Tale evento fu inserito nel contesto di una retrospettiva su John Cage organizzata dai pittori suoi amici Jasper Johns e Robert Rauschenberg per i 25 anni di attività del compositore. Il direttore fu il compagno di Cage, Merce Cunningham, mentre il solista fu David Tudor; la serata comprese l'esecuzione di altri undici brani del compositore statunitense.